# بوی نوروز
بوی نوروز نام یک آلبوم موسیقی اثر ایرج بسطامی، هنرمند ایرانی است که در سبک موسیقی سنتی ایرانی تهیه شده و دارای ۱۰ آهنگ است. این آلبوم در سال ۱۳۷۱ منتشر شده است. حمید متبسم و گروه دستان نیز در ساخت این آلبوم همکاری کرده‌اند.

## شرح آلبوم

### فهرست آهنگ‌ها
| ردیف | آهنگ                                              |
| ۱    | تصنیف همایون (آهنگ شیدا)                          |
| ۲    | تصنیف بادهٔ شبگیر (شعر حافظ)                       |
| ۳    | چهارمضراب                                         |
| ۴    | مقدمه بوی نوروز                                   |
| ۵    | ساز و آواز                                        |
| ۶    | قطعهٔ جنگ و صلح (برگرفته از استاد علی اکبر شهنازی) |
| ۷    | تکنوازی سنتور                                     |
| ۸    | چهارمضراب                                         |
| ۹    | ساز و آواز                                        |
| ۱۰   | تصنیف بوی نوروز (شعر سعدی)                        |

## متن آهنگ‌ها

### متن تصنیف همایون
| عقرب زلف کجت با قمر قرینه                |  | تا قمر درعقربه کار ما چنینه                 |
| کیه کیه در می‌زنه من دلم می‌لرزه           |  | درو با لنگر می‌زنه من دلم می‌لرزه             |
| ای پری بیا در کنار ما جان خسته را مرنجان |  | از برم مرو، خصم جان مشو، تا فدای تو کنم جان |
| نرگس مست تو و بخت من خرابه               |  | بخت من از تو و چشم تو از شرابه              |
| کیه کیه در می‌زنه من دلم می‌لرزه           |  | درو با لنگر می‌زنه من دلم می‌لرزه             |

شعر از علی اکبر شیدا و ناصر الدین شاه

### متن تصنیف بادهٔ شبگیر
| زلف آشفته و خوی کرده و خندان لب و مست |  | پیرهن چاک و غزل خوان و صراحی در دست  |
| نرگسش عربده جوی و لبش افسوس کنان      |  | نیم شب دوش به بالین من آمد بنشست     |
| سر فرا گوش من آورد به آواز حزین       |  | گفت ای عاشق دیرینه من خوابت هست      |
| عاشقی را که چنین باده شبگیر دهند      |  | کافر عشق بود گر نشود باده پرست       |
| برو ای زاهد و بر دردکشان خرده مگیر    |  | که ندادند جز این تحفه به ما روز الست |
| خنده جام می و زلف گره گیر نگار        |  | ای بسا توبه که چون توبه حافظ بشکست   |

حافظ شیرازی